# Waleri Nikolajewitsch Iwannikow
Waleri Nikolajewitsch Iwannikow (russisch Валерий Николаевич Иванников; * 28. Januar 1967 in Tscheljabinsk, Russische SFSR, Sowjetunion) ist ein ehemaliger russischer Eishockeytorwart und jetziger -trainer. Sein Sohn Jewgeni ist ebenfalls ein professioneller Eishockeytorwart.

## Karriere
Waleri Iwannikow begann seine Karriere als Eishockeyspieler bei HK Traktor Tscheljabinsk, für die er zwischen 1984 und 1987 unter anderem in der Wysschaja Liga, der höchsten sowjetischen Spielklasse, aktiv war. Zur Saison 1987/88 wechselte der Torwart zu SKA Sankt Petersburg. Von 1994 bis 1995 lief er für HK Metallurg Magnitogorsk sowie anschließend eine Saison für HK Lada Toljatti in der russischen Superliga auf. Für Chimik Woskressensk stand er von 1996 bis 1998 zwischen den Pfosten. 1998 kehrte Iwannikow nach Sankt Petersburg zurück. Zuletzt trat er von 2003 bis 2005 für HK Junost Minsk in der Belarus auf. Anschließend beendete er seine aktive Karriere im Alter von 38 Jahren.

### International
Waleri Iwannikow stand er im Aufgebot seines Landes bei den Olympischen Winterspielen 1994 in Lillehammer. Bei der WM 1994 wurde er mit seiner Mannschaft Vierter.